# Pecos River
Pecos River (spanska: Río Pecos), är en flod i New Mexico och Texas i USA, som är biflöde till Rio Grande. Pecos kommer från norra delen av New Mexico och rinner mot sydöst och ut i Rio Grande, 275 km väster om  San Antonio, Texas. Floden är 1490 km lång och avrinningsområdet 99 200 km². Pecos har stora dammar för konstbevattning.
Floden brukar räknas som östlig gräns för vilda västern.[källa behövs]